# 婦人の参政権に関する条約
婦人の参政権に関する条約（ふじんのさんせいけんにかんするじょうやく、英語: Convention on the Political Rights of Women）は国際連合総会において、1952年12月20日の第409回本会議中に承認され、1953年3月31日に採択された条約である。
この条約は、女性の選挙権、被選挙権、公職に就く権利について、女性が何らの差別も受けることなく男性と同等の条件で権利を持つことを規定する。

## 背景
条約の目的は、婦人（女性）の参政権のために基本的な国際標準を成文化することにあった。第二次世界大戦の余波の中、多くの国はまだ女性に全ての政治的自由を認めていなかった。条約の前の年である1952年、婦人参政権を認めていた国は世界中で100に届かなかった。立案と起草については国連女性の地位委員会が中心的な推進力となった。委員会は加盟国の国々へ女性の参政権についての調査票を送り、その回答は条約の基礎となった。1953年3月31日、この条約は採択された。

## 条約の概説

### 序文
条約の序文では世界人権宣言の21条、すべての人の自国の政治と公務に参加する権利の宣言について繰り返している。婦人の参政権に関する条約はこの権利について女性の権利を具体的に保護する。

### 条文
最初の三つの条文は、女性の選挙権（第一条）、被選挙権（第二条）、公職につく権利（第三条）について主張し、英語でのこれらの条文の最後には"all on equal terms with men, without any discrimination."と明確に記される。この条文の日本語訳においては「なんらの差別も受けることなく、男子と同等の条件で」と明記される。
残りの条文はこの条約を機械的に担保するもので、いつどのようにこの条約が効力を持つかを示している（第四条から第一一条）。

## 影響
この条約は1954年の7月7日に効力が発生した。2015年8月現在、123の批准国・地域があり、122の国連加盟国とパレスチナ自治政府で構成されている。
この条約は女性の政治的権利について平等な地位を保護する最初の国際立法であった。また、これは各国に市民の政治的権利の保護を義務付ける最初の国際条約であった。この条約は国連の戦後期の女性に対する非差別を基準とさせるいくつかの取り組みの一つで、この他には既婚婦人の国籍に関する条約や婚姻の同意、婚姻の最低年齢及び婚姻の登録に関する条約があり、それぞれ1958年と1964年に発効した。
のちに条約の権利要旨は、より重要な女子に対するあらゆる形態の差別の撤廃に関する条約に組み込まれた。この非差別へのより直接的かつ広範に立法された条約に先がける女子に対する差別の撤廃に関する宣言は、1967年に全会一致で採択された。